# Nazli Hodaie
Nazli Hodaie (* 1974 in Isfahan) ist eine deutsche Philologin.

## Leben
Von 1992 bis 2000 studierte sie deutsche Sprache und Literatur (Schahid-Beheschti-Universität) sowie Didaktik der Deutschen Sprache und Literatur (Tarbiat-Modarres-Universität) in Teheran. Nach der Promotion 2006 in der Didaktik der deutschen Sprache und Literatur an der Universität München ist sie seit 2016 Professorin für Deutsch mit Schwerpunkt deutsche Literatur und ihre Didaktik (Spezialgebiet in Forschung und Lehre „Heterogenität und Interkulturalität“) an der PH Schwäbisch Gmünd.
Ihre Forschungsschwerpunkte sind Literatur der Postmigration, postmigrantische Literaturdidaktik, (literarische) Mehrsprachigkeit, subjektivierungskritische Perspektiven auf Literatur und Literaturdidaktik (Fokus „Migration und Flucht“), Bilder des Orients in der Kinder- und Jugendliteratur und Kritik des Okzidentalismus.

## Schriften (Auswahl)
- Der Orient in der deutschen Kinder- und Jugendliteratur. Fallstudien aus drei Jahrhunderten. Berlin 2008, ISBN 978-3-631-56144-7.
- mit Sabine Anselm, Miriam Geldmacher und Margit Riedel (Hg.): Werte – Worte – Welten. Werteerziehung im Deutschunterricht. Baltmannsweiler 2012, ISBN 3-8340-1080-4.
- mit Anja Ballis (Hg.): Perspektiven auf Mehrsprachigkeit. Individuum – Bildung – Gesellschaft. Berlin 2019, ISBN 3-11-052250-0.